# (20461) Dioretsa
(20461) Dioretsa (1999 LD31) – planetoida z grupy centaurów okrążająca Słońce w ciągu 116,9 lat w średniej odległości 23,9 j.a. Została odkryta 8 czerwca 1999 roku w programie LINEAR. Nazwa planetoidy jest odwróceniem angielskiego słowa: "Asteroid".
Jest to obiekt typu Damokloid, cechujący się najprawdopodobniej kometarnym pochodzeniem.